# جورج رز سارتوریوس
جورج رز سارتوریوس (انگلیسی: George Sartorius; ۹ اوت ۱۷۹۰ – ۱۳ آوریل ۱۸۸۵) یک افسر نیروی دریایی بریتانیا بود. پس از خدمت به عنوان افسر جزء در طول جنگ‌های ناپلئونی، او به عنوان کاپیتان دوم، در تسلیم ناپلئون بناپارت به کاپیتان فردریک میتلند از بلروفون در روشفورت حضور داشت. او بعداً فرماندهی نیروی دریایی دوم پدرو را در جنگ‌های داخلی پرتغال بر عهده داشت. دوم پدرو در تلاش بود تا برادرش دوم میگل را که تاج و تخت پرتغال را غصب کرده بود، شکست دهد و دختر پدرو، دونا ماریا دوم، را به عنوان ملکه قانونی منصوب کند.
سارتوریوس به فرماندهی مالابار در ناوگان مدیترانه منصوب شد و بالدومرو اسپارترو، نایب‌السلطنه اسپانیا را که با کودتا از قدرت رانده شده بود، در کشتی خود پذیرفت. سارتوریوس بعداً به عنوان فرمانده کل قوا در کوئینزتاون خدمت کرد.